# Ломбріаско
Ломбріаско (італ. Lombriasco, п'єм. Lombriasch) — муніципалітет в Італії, у регіоні П'ємонт,  метрополійне місто Турин.
Ломбріаско розташоване на відстані близько 520 км на північний захід від Рима, 25 км на південь від Турина.
Населення — 1050 осіб (2014).
Щорічний фестиваль відбувається 1 листопада. Покровитель — Ognissanti.

## Демографія
Населення за роками:

Станом на 1 січня 2023 року в муніципалітеті офіційно проживало 115 іноземців з 13 країн, серед них 81 громадянин країн Євросоюзу.

## Сусідні муніципалітети
- Кариньяно
- Карманьйола
- Казальграссо
- Озазіо
- Панкальєрі
- Ракконіджі